# メロンパンのうた
「メロンパンのうた」は、ゆっぴの楽曲である。2007年10月24日にビクターエンタテイメントより1作目のシングル発売された。

## 概要
あんパンにはあんこが、カレーパンにはカレーが入っているが、メロンパンにはメロンが入っていないという日常の不条理を歌う。当時小学3年生にして作詞、作曲、歌、ギター演奏をすべてこなした作品。ファンがこの曲のPVを自主作成した際、すぐに7,000hitを記録。現在では30,000hitを超えるアクセスを記録している。
また、B面の「ドライブのうた」は、ドライブをしている時の状況などを歌った歌である。

## 収録曲
全曲作詞・作曲はゆっぴ。
1. メロンパンのうた
2. ドライブのうた
3. メロンパンのうた カラオケ
4. ドライブのうた カラオケ
5. メロンパンのうた（アコースティック）